# Aivar

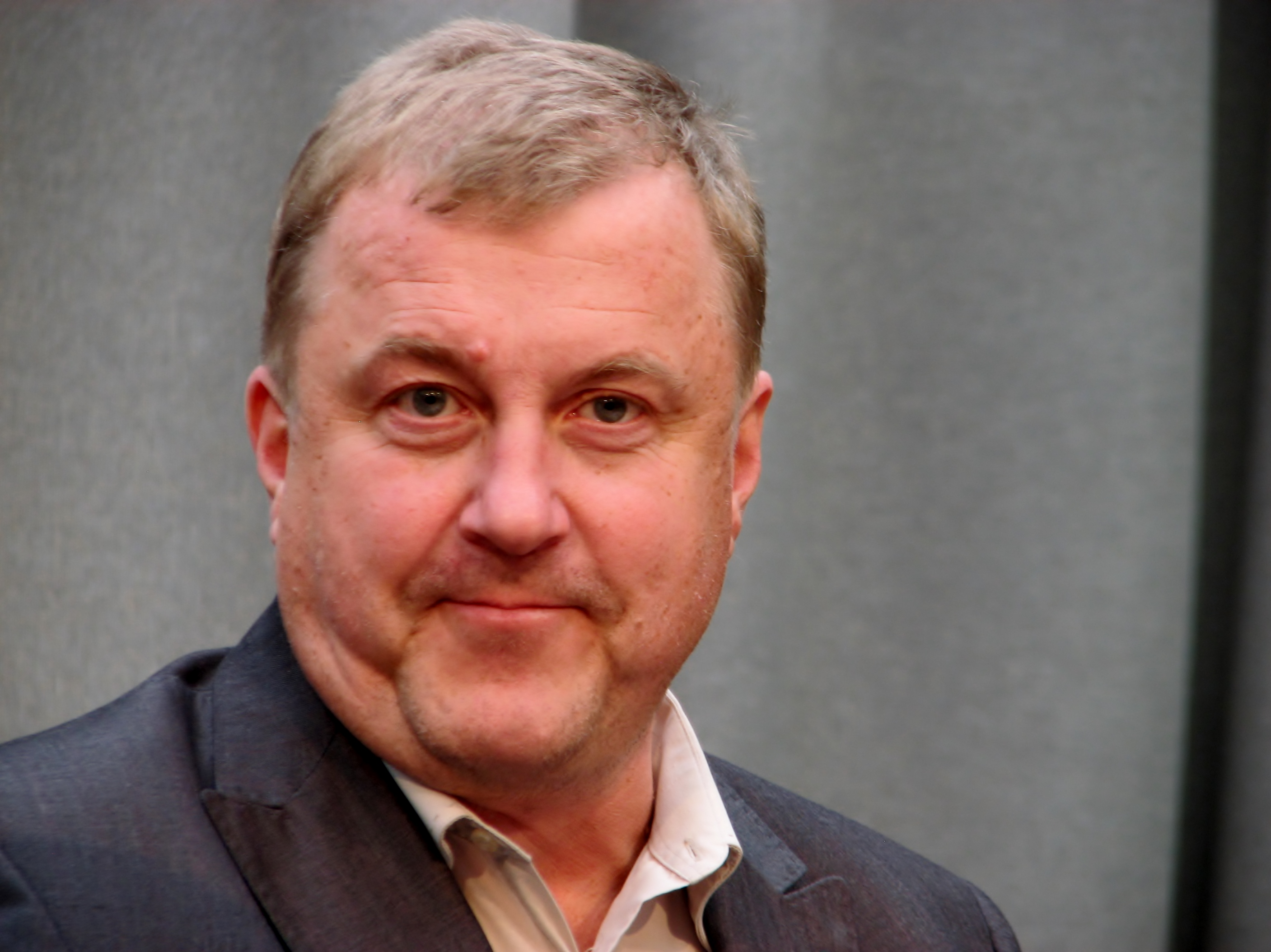
Aivar Mäe, 2009.

Aivar är ett estniskt förnamn. Ca 4 000 män i Estland heter Aivar.
Namnet lånades in under mellankrigstiden från det lettiska namnet Aivars (med den lettiska nominativändelsen -s utelämnad). Aivars var i sin tur ett modenamn som populariserades runt sekelskiftet 1900 i Lettland, utifrån det engelska uttalet av det nordiska namnet Ivar. Många varianter av namnet Aivar har skapats i Estland, bl.a. Aigar, Ailar, Aimar, Ainar och Aivo.

## Personer som heterAivar
- Aivar Anniste (född 1980), fotbollsspelare
- Aivar Mäe (född 1960), teaterdirektör
- Aivar Priidel (född 1977), fotbollsspelare
- Aivar Rehemaa (född 1982), skidåkare
- Aivar Sõerd (född 1964), politiker